# Menandros (gnostický učitel)
Menandros (? - cca 80 n. l.), též Menander, byl gnostický učitel působící v 1. století n. l. v syrské Antiochii.

## Prameny
O Menandrovi se zmiňují ve svých textech církevní otcové. Nejstarší zmínky jsou v díle Iústína (Apologia prima), dále Eirénaia (Adversus haereses), Tertulliana (De resurrectione carnis) a Eusebeia (Historia ecclesiastica). Žádné Menandrovy texty nejsou známy.

## Život
Menandros se podle Iústína narodil ve venkovském městě Kapparatea v Samaří, působil však v syrské Antiochii. Podle církevních otců byl žákem a údajným nástupcem Šimona Mága.
Menandros působil v městských oblastech, ačkoliv pocházel z venkovského prostředí. Podle Eusebeia měl být Menandrovým žákem v Antiochii Basileidés (působil v Alexandrii avšak jeho původ ani rok narození a datum úmrtí nejsou známy), není to však pravděpodobné.

## Učení
Podobně jako Šimon Mág se údajně věnoval magii a přejal od něj část nauky. Podle zpráv církevních otců si Menandros (stejně jako Šimon Mág) (žijící v 1. století n. l.) připisoval božství, vystupoval jako spasitel a považoval se za protiklad křesťanského spasitele. Menandros se shodoval se Šimonem Mágem také v koncepci neznámého boha a stvořením světa anděly, kteří pocházeli z Ennoii. Podle Tertulliana považoval Menandros lidské tělo za největší zlo a zároveň podle něj bylo stvořeno anděly. Podle církevních otců se také Menandros, podobně jako Šimon Mág a Epifanés, nechal uctívat jako bůh. Podle Eirénaia a Iústína měl Menandros svým následovníkům v Antiochii slibovat poznání tohoto stvoření skrz magii a křest, díky čemuž lze překonat stvořitelské anděly, následně získat znovuzrození křtem a také věčné mládí.
Od Menandra přejal některé myšlenky Satornilos (stvoření světa anděly), jisté momenty se ale liší (u Satornila se již nenachází emanace bytostí z Ennoii, naopak je věnována pozornost stvoření prvotního člověka a postavě Krista jako spasitele).

### Prameny
- Eirénaios. Adversus Haereses. In: Alexander Roberts a James Donaldson (eds.). Ante-Nicene Fathers. Vol. 1. New York: C. Scribner’s Sons, 1918, s. 309-567. <http://archive.org/stream/antenicenefather01robe#page/309/mode/2up >[6.6.2013].
- Eusebios. Historia Ecclesiastica. In: Henry Wace a Philip Schaff (eds.). Nicene and Post-Nicene Fathers of the Christian Church. Vol. 1. Oxford: Parker, 1905, s. 81-387. <http://archive.org/stream/nicenepostnicene01unknuoft#page/80/mode/2up >[18.6.2013].
- Iústínos. Apologia prima. In: Alexander Roberts a James Donaldson (eds.). Ante-Nicene Fathers. Vol. 1. New York: C. Scribner’s Sons, 1918, s. 159-187. <http://archive.org/stream/antenicenefather01robe#page/158/mode/2up >[6.6.2013].
- Tertullianus. On the Resurrection of the Flesh. In: Alexander Roberts a James Donaldson (eds.). Ante-Nicene Fathers. Vol. 3. New York: C. Scribner’s Sons, 1918, s. 545-596. <http://archive.org/stream/antenicenefather03robe#page/544/mode/2up > [6.6.2013].

### Další literatura
- Matti Myllykoski. „Cerinthus“. In: Antti Marjanen a Petri Luomanen (eds.). A Companion to Second-century Christian ‘Heretics’. Leiden: Brill, 2008, s. 213-246. eISBN 9789047444329.
- Hans Jonas. The Gnostic Religion. The Message of the Alien God and the Beginnings of Christianity. Boston: Beacon Press, 2001 [1958]. ISBN 0807058017.